# Antonio Ríos Zertuche
Antonio Ríos Zertuche (* 23. November 1894 in Monclova, Coahuila; † 1981) war ein mexikanischer Botschafter.

## Leben
Er besuchte das Ateneo „Antonio de la Funete“ in Saltillo. Er schloss sich den Constitutionalisten, welche gegen Porfirio Díaz rebellierten an.
Antonio Ríos Zertuche spielte 1919 eine tragende Rolle um Emiliano Zapata in seinen tödlichen Hinterhalt zu locken. Er verurteilte das Exekutionskommando, welches Colonel Jesús Guajardo hinrichtete.
Antonio Ríos Zertuche galt als Waffenbruder von Álvaro Obregón. Nach offizieller Sprachregelung starb Obregon am 17. Juli 1928 bei einem Attentat des religiösen Eiferer und Priesterseminaristen José de León Toral. In der Folge löste Antonio Ríos Zertuche, Roberto Cruz als Inspector General de Policía von Mexiko-Stadt ab.
Antonio Ríos Zertuche wurde 1932 zum Brigadegeneral und 1940 zum Divisionsgeneral befördert. Er initiierte die Errichtung der Ciudad militar de Tapachula, Chiapas.